# It Takes Two (ゲーム)
『It Takes Two』（イット・テイクス・ツー）はヘイズライト・スタジオが開発し、エレクトロニック・アーツが2021年3月26日に発売したアクションアドベンチャーゲームである。本ゲームはオンラインまたはローカルでの2人協力プレイ（Co-op）専用であり、物語を重視していることが特徴である。対応プラットフォームはWindows、PlayStation 4、PlayStation 5、Xbox One、Xbox Series X/S、Nintendo Switch。また発売当初、Switch版のみ日本語吹替があり、他機種では日本語字幕のみ対応していたが、2022年12月3日に日本語吹替に対応した。
また、オンラインでの協力プレイについては、1人がゲームを購入すると、「フレンドパス」を用いてもう1人を無料で招待することが可能である。

## ゲーム内容
本作は『It Takes Two』（2人必要）という名の通り、2人協力プレイ専用タイトルであり、協力プレイに重点を置いて設計されている。その協力プレイをオンラインで行うには、1人がゲームを購入し、2人目は「フレンドパス」を使うことで無料でゲームをダウンロードできる。なお、このとき2人のプラットフォームが同じブランドである必要がある（例えば、PlayStation 5とPlaystation 4は一緒にプレイできるが、PlayStation 5とPCは一緒にプレイできない）。オフライン（ローカル）での協力プレイも可能である。
2人のプレイヤーは、魔法によって人形にされ不思議な世界に閉じ込められた離婚間際の夫婦であるメイとコーディを操作し、元に戻るために冒険を開始するという設定である。本ゲームは、いわば「ストーリーとゲームプレイの融合」である。ディレクターのジョセフ・ファレスによれば、ストーリーとゲームのメカニズムは特につながっていて、プレイヤーがストーリーの一部分として物語を体験できるようになっている。クリアまでの時間は一般的に14時間が想定されているという。

## 登場キャラクター
メイ
声 - 山本亜衣
プレイヤーキャラクターの一人。エンジニアの仕事が忙しく、休日出勤が当たり前になっている女性。完璧主義な性格で、夫のコーディと衝突することが多い。離婚することを娘のローズに打ち明けた後、意識が木製の人形に乗り移ってしまう。
コーディ
声 - 高瀬泰幸
プレイヤーキャラクターの一人。メイの夫。専業主夫をしているが、性格はおおらかでいい加減。離婚することをローズに打ち明けた後、意識が粘土でできた人形に乗り移ってしまう。
ローズ
声 - 雪深山福子
メイとコーディの娘。両親から近く離婚することを打ち明けられ、物置小屋にあるDr.ハキムに二人の仲直りを祈った。メイたちが乗り移った人形も彼女が作ったもの。ゾウのぬいぐるみのキューティーを大切にしている。
Dr.ハキム
声 - 蓮岳大
ローズが購入したという自己啓発本。表紙には「愛の本（Book of love）」と記されており、本人曰くベストセラーになったらしい。人形となった二人のもとに現れ、共同作業をして仲直りをするよう迫ってくる。

## 評価
レビューサイトのMetacriticでは、PC版は「Generally favorable reviews（概ね好意的なレビュー）」と評価されている。The Game Awards 2021では「Game of The Year」「Best Family」「Best Multiplayer」の3部門で受賞した。第25回DICEアワードでは「Game of the Year」「Outstanding Achievement in Game Design」の2部門で受賞した。

## 売上
発売から1か月足らずで100万本を売り上げ、2021年4月にはSteam週間売上ランキングで1位を獲得した。2022年7月には売上が700万本を突破したことが発表された。